# Karl Wilhelm Feuerbach
Karl Wilhelm Feuerbach (ur. 30 maja 1800 w Jenie, zm. 12 marca 1834 w Erlangen) – matematyk niemiecki, zajmował się geometrią. Syn Paula Johanna Anselma von Feuerbacha (prawnika), brat Ludwiga Feuerbacha (filozofa).
Był profesorem gimnazjum w Erlagen. W 1822 podał twierdzenie o okręgu dziewięciu punktów. Na krótko przed śmiercią wprowadził do swych rozważań, niezależnie od Möbiusa, współrzędne jednorodne.